# The Sun Ra Arkestra Meets Salah Ragab in Egypt
The Sun Ra Arkestra Meets Salah Ragab in Egypt (Alternativtitel The Sun Ra Arkestra Meets Salah Ragab in Egypt plus the Cairo Jazz Band) ist ein Jazzalbum von Sun Ra. Die zwischen 1971 und 1983 an verschiedenen Orten in Kairo entstandenen Aufnahmen erschienen 1983 als Langspielplatte auf dem griechischen Label Praxis, 1999 in erweiterter Form auf dem Label Golden Years of New Jazz (das zu Leo Records gehörte). 2022 wurden die Aufnahmen auf dem Label Strut wiederveröffentlicht.

## Hintergrund
Sun Ra reiste 1971 zum ersten Mal nach Ägypten und besuchte dort mit seinem Arkestra Kairo und Heliopolis. Der Leiter der ägyptischen Militärmusik, Salah Ragab, begegnete dem Arkestra zum ersten Mal bei einem Konzert in der Wohnung von Hartmut Geerken, der damals für das Goethe-Institut in Kairo arbeitete. Ragab war 1983, als Sun Ra nach Ägypten zurückkehrte, angeregt durch diesen mit dem Jazz vertraut, was zu diesen Aufnahmen führte. Nach einer Tour durch Europa im März 1983 durch Europa reiste Sun Ra mit seinem Arkestra nach Kairo, wo es im April bei Konzerten im damaligen Il Capo Jazz Club in Zamalek auftrat, bevor es in den El Nahar Studios in Heliopolis im Mai 1983 die beiden Studioversionen von Ragabs Kompositionen „Egypt Strut“ und „Dawn“ aufnahm, mit Salah Ragab an den Congas. Der Rest des Albums mit früherem Material von Ragab und seinem Quintett („Oriental Mood“) bzw. mit seiner Cairo Jazz Band und dem gleichfalls großformatigen Cairo Free Jazz Ensemble („Music for Angela Davis“) sind Darbietungen, an denen weder Sun Ra noch Arkestra-Mitglieder beteiligt waren. Das Album enthält ausnahmslos keine Kompositionen von Sun Ra oder aus seinem Umkreis und stellt insofern eine Ausnahme in seinem Werk dar.
Kostas Yiannoulopoulos, Organisator des Praxis-Festivals in Griechenland, veröffentlichte die Aufnahmen als A-Seite einer Langspielplatte, mit drei Tracks von Salah Ragab und dem Cairo Jazz Orchestra auf Seite B. „Ramadan“ und „Oriental Mood“ waren erstmals zu hören auf dem Album Egypt Strut des Cairo Jazz Orchestra, das bereits 1973 veröffentlicht wurde. Hingegen wurden „Watusa“ wie auch „A Farewell Theme“, das nach dem Tod von Gamal Abdel Nasser im Jahr 1970 geschrieben wurde und bei dessen Beerdigung gespielt wurde, erstmals 1999 veröffentlicht. Das gilt auch für Geerkens Stück „Music for Angela Davis“, bei dem als Gäste auch die Musiker des Modern Jazz Quintet Karlsruhe, Herbert Joos, Wilfried Eichhorn, Helmut Zimmer, Claus Buehler und Rudi Theilmann, beteiligt sind.
Die Ausgabe 2022 ist angeblich die allererste offizielle Neuauflage des Albums; sie enthält bisher unveröffentlichte Fotos und Erinnerungsstücke sowie neben den Liner Notes von Hartmut Geerken auch solche von Paul Griffiths. Das Album wurde von Technology Works vollständig remastert.
Weitere Aufnahmen Sun Ras aus Ägypten existieren mit Live in Egypt Vol. I (Nature's God) (Dark Myth Equation Visitation), entstanden im Dezember 1971 in Kairo (teilweise bei einem Fernsehauftritt) sowie in Heliopolis und erschienen 1972 auf dem Label Thoth Intergalactic. Dagegen enthält Sun Rise in Egypt, Vol. 1-3: Sun Ra & Salah Ragab weitere Musik, die beim dritten Aufenthalt von Sun Ra und seinem Arkestra in Kairo im Il Capo/Il Buco im Januar 1984 mit Salah Ragab entstanden war.

## Titelliste
- Sun Ra: The Sun Ra Arkestra Meets Salah Ragab in Egypt (Praxis CM 106)[7]

A1 The Sun Ra Arkestra – Egypt Strut 6:40

A2 The Sun Ra Arkestra – Dawn 12:15

B1 The Cairo Jazz Band – Ramadan 4:20

B2 Salah Ragab – Oriental Mood 4:50

B3 The Cairo Jazz Band – A Farewell Theme
Alle Kompositionen stammen von Salah Ragab.
- The Sun Ra Arkestra Meets Salah Ragab Plus the Cairo Jazz Band and The Cairo Free Jazz Ensemble – In Egypt (Leo Records/ Label: Golden Years Of New Jazz – GY 1)[8]

1. The Sun Ra Arkestra – Egypt Strut (Salah Ragab) 6:42
2. The Sun Ra Arkestra – Dawn (Salah Ragab) 12:15
3. The Sun Ra Arkestra – Watusa (Salah Ragab) 18:52
4. The Cairo Jazz Band – Ramadan (Eduard Vizvari) 4:19
5. Salah Ragab – Oriental Mood (Salah Ragab) 4:48
6. The Cairo Jazz Band – A Farewell Theme (Salah Ragab) 10:02
7. The Cairo Free Jazz Ensemble – Music for Angela Davis (Hartmut Geerken) 13:01

- Die Tracks 1 & 2 wurden im El Nahar Studio, Kairo/Heliopolis im Mai 1983 aufgenommen. Track 3 ist ein Mitschnitt aus dem El Capo Jazz Club, Kairo/Zamalek vom 13. Januar 1984. Die Tracks 4 und 6 wurden zwischen 1972 und 1974 aufgenommen, Track 5 1974/75, Track 7 am 14. Februar 1971 in der Nile Hall, Kairo. Die beiden Bonus-Tracks ("Watusa" und "Music for Angela Davis") waren bis 1999 unveröffentlicht (und fehlen in der Ausgabe 2022).

Die Besetzung des Arkestra für „Watusa“ ist abweichend von der im Kasten: Ronnie Brown-tp, perc; Marshall Allen-as, kora, perc; Eloe Omoe-as, perc; John Gilmore-ts, perc; Danny Ray Thompson-bs, perc; Sun Ra-org; Rollo Radford-[e]b; Clifford Jarvis, Salah Ragab-d; James Jacson-Ancient Egyptian Infinity drum, perc; Matthew Brown-cga; Myriam Broche, Gregory P. Pratt-dance.

## Rezeption
Nach Ansicht von Richard Cook und Brian Morton, die das Album in The Penguin Guide to Jazz mit drei Sternen auszeichneten, scheinen die ägyptischen Spieler von amerikanischen Innovationen so beeindruckt zu sein, wie Sun Ra von der alten nilotischen Kultur. Zumindest das letzte Stück, abgesehen von einigen unerwarteten Tonalitäten, könnte das Werk eines amerikanischen oder sogar europäischen Improvisationsensembles jener Zeit sein. Das Arkestra war so vollkommen sui generis, dass es schwer sei, sich über eine Abweichung von seiner „üblichen“ Aufführungspraxis zu wundern. Ragab bringe sicherlich ein frisches rhythmisches Bewusstsein in die beiden Stücke.
Steve Loewy verlieh dem Album in Allmusic drei Sterne und schrieb, diese wichtige Neuauflage dürfte von Sun Ra-Liebhabern freudig begrüßt werden, da sie eine Lücke in seiner Diskographie fülle, aber dies sei weder herausragende Musik Sun Ras noch großartiger Jazz. Das Album kopple weniger als vierzig Minuten von Auftritten des Arkestra in Ägypten mit dem legendären Perkussionisten Salah Ragab und füge zwei Stücke von Kairoer Jazzbands hinzu, ein kurzes Stück eines ägyptischen Sextetts [sic] und einen interessanten Titel des Cairo Free Jazz Ensemble. Die Musik der Ägypter biete einen faszinierenden Einblick in den Versuch, Jazzimprovisation mit der arabischen Kultur zu integrieren. Die Tonqualität sei etwas unterdurchschnittlich.